# Georges Mink
Georges Mink, né le 25 mai 1946  à Issy-les-Moulineaux, est un sociologue français d'origine polonaise spécialiste de l'Europe centrale et orientale. 
Il est directeur de recherche émérite à l'Institut des sciences sociales du politique (CNRS-Université Paris Nanterre) et président de l'ICCEES (International Council for Central and East European Studies). II enseigne au Collège d'Europe (Natolin-Varsovie) où il était titulaire de la Chaire de civilisation européenne fondée par le Parlement européen en l'honneur de Bronisław Geremek. Il est également membre du conseil d'administration de la Société historique et littéraire polonaise de Paris

## Parcours professionnel
Georges Mink enseigne depuis 1973 à l'Institut d'études politiques de Paris où il a été recruté par Hélène Carrère d'Encausse et où il a été coresponsable du séminaire doctoral du programme Russie, CEI, Europe centrale. Il a aussi enseigné à l'Université Paris-V René-Descartes, à l'École des hautes études en sciences sociales (EHESS) et à l'École nationale d'administration (ENA). Georges Mink a été professeur invité à l'Université de la Colombie-Britannique à Vancouver, à l'Académie Mohyla de Kiev, à l'Université Charles de Prague, à l'Université Humboldt de Berlin et au Collège d'Europe (Natolin-Varsovie). Au sein de ce même collège, il a été directeur d'études de 2011 à 2013 et permanent professor depuis 2013. 
Parallèlement à son activité d'enseignement, Georges Mink a dirigé plusieurs centres de recherche dont l'Observatoire sociologique de l'URSS et de l'Europe de l'Est (OSEUS-CNRS), le Centre de recherches sur les sociétés post-communistes (CRESPO-CNRS) avant de prendre la tête du Centre français de recherche en sciences sociales de Prague (CEFRES, unité CNRS-MAE) de 2001 à 2003.  Il dirige la Revue d’études comparatives Est-Ouest entre 1999 et 2004 et siège depuis au comité de rédaction.
Georges Mink a été membre du conseil d'administration de Radio France Internationale (1989-1994) .
De 1988 à 2001 il a été membre du jury du concours d'Orient au ministère français des Affaires étrangères (sélection des futurs diplomates)

## Travaux de recherche
Ses recherches comptent plus de 250 ouvrages, études et articles et ont été publiées en plusieurs langues (français, anglais, polonais, tchèque, italien...) dans de nombreuses revues de premier plan telles que la Revue française de science politique, Nationalities Papers, Histoire@Politique, Politique étrangère, Le Courrier des pays de l'Est ou encore la Revue d'Etudes comparatives Est-Ouest. 
Ses travaux portent sur les processus de soviétisation et de désoviétisation, les systèmes partisans, les transformations sociopolitiques des régimes, sur la conversion des élites communistes en Europe centrale et orientale ainsi que sur l’européanisation des systèmes politiques nationaux. Actuellement ses recherches s’orientent dans deux directions. D'une part, G. Mink étudie la question des dispositifs de la justice transitionnelle dans les pays de l’UE. Ainsi dans L'Europe et ses passés douloureux, il se penche sur les conséquences mémorielles de l'intégration à l'Union européenne de pays issus du bloc soviétique. D'autre part, il a co-dirigé une recherche collective portant sur analyse comparée des trois révolutions ukrainiennes depuis 1989 (Granit, Orange et Dignité). 
En plus de son activité scientifique, le travail de Georges Mink se double d'une œuvre de vulgarisation. Il a ainsi coréalisé trois films pour Arte France : L'Énigme polonaise (2005) avec Virginie Linhart sur la sortie par la Pologne du communisme, Que veulent les Polonais ? avec Andrzej Wolski (pl) (2005) et Citizens K, The « K » Twins avec Eyal Sivan en 2007 sur l'ascension des frères Kaczyński à la tête de l'État polonais . 

## Prix et distinctions
- 1984 : médaille de bronze du CNRS
- 2003 : chevalier de l'Ordre du Mérite de la République de Pologne pour contribution aux relations scientifiques franco-polonaises
- 2004 : médaille František Palacký de l'Académie des sciences de la République tchèque pour l'aide apporté au développement des sciences humaines et sociales
- 2004 : chevalier de l'Ordre national du Mérite de la République française en témoignage de la réussite de sa mission à la direction du CEFRES de Prague[5]
- 2012 : médaille d'honneur Bene merito de la République de Pologne

## Ouvrages
- avec Erard Z. (pseudonyme de Bérard E.) et Zygier G.M. (pseudonyme de Mink G.), Pologne, une société en dissidence, Paris, Maspero, 1978.
- avec Patrick Michel, Mort d'un prêtre : Affaire Popieluszko, autopsie d'une logique normalisatrice, Fayard, 1985.
- La Force ou la Raison, La Découverte, coll. « Cahiers libres », 1989, 308 p.
- (codirection), Cet Étrange Postcommunisme. Rupture et Transitions en Europe centrale et orientale, Presses du CNRS/La Découverte, 1992.
- Vie et Mort du bloc soviétique, Casterman, 1997, rééd. 2007.
- avec Jean-Charles Szurek, La Grande Conversion. Le destin des communistes en Europe de l'Est, Éditions du Seuil, coll. « L'épreuve des faits », 1999, 311 p.
- « La société postcommuniste : théories et données sociologiques », dans Dominique Colas (sous la dir. de) L'Europe Postcommuniste, Presses universitaires de France, 2002.
- avec Maxime Forest (dir.), Post-communisme : les sciences sociales à l'épreuve, L'Harmattan, coll. « Pays de l'Est », 2004, 208 p.
- avec Laure Neumayer (dir.), L'Europe et ses passés douloureux, La Découverte, coll. « Recherches », 2007, 268 p.
- avec Marc Lazar et Mariusz Sielski (dir.), 1956, une date européenne, Société historique et littéraire polonaise / Les éditions noir sur blanc, 2010.
- avec Pascal Bonnard (dir.), Le passé au présent. Gisements mémoriels et actions historicisantes en Europe centrale et orientale, Michel Houdiard éditeur, 2011, 324 p.
- avec Laure Neumayer (dir.), History, Memory and Politics in Central and Eastern Europe, Memory Games, Palgrave, Macmillan, 2013, 270 p.
- La Pologne au cœur de l'Europe. De 1914 à aujourd'hui, histoire politique et conflits de mémoire, Buchet Chastel, 2015, 670 p  (ISBN 978-2-283-02901-5)
- Polska w sercu Europy, Cracovie, Wydawnictwo Literackie, 2017, 633 p.
- Patryk Pleskot, Tam i... z powrotem, Georges Mink w slowach, dokumentach, obrazach, Varsovie, IPN, 2018, 278 p.
- Avec Pawel Kowal et Iwona Reichardt (dir.), Three Revolutions, Mobilization and Change in Contemporary Ukraine, tome I, Theoretical Aspects and Analyses on Religion, Memory and Identity, Ibidem - Columbia University Press, 2019, 800 p.
- Avec Pawel Kowal, Iwona Reichardt et Adam Reichardt (dir.), Three Revolutions, Mobilization and Change in Contemporary Ukraine, tome II, An oral History of the Revolution of Granite, Orange Revolution and Revolution of Dignity, Ibidem - Columbia University Press, 2019, 820 p.